# Olibrus versicolor
Olibrus versicolor is een keversoort uit de familie glanzende bloemkevers (Phalacridae). De wetenschappelijke naam van de soort werd in 1873 gepubliceerd door Theodor Franz Wilhelm Kirsch.